# Jean-Baptiste Grégoire Delaroche
Pour les articles homonymes, voir Delaroche.
Jean-Baptiste Grégoire Delaroche, né le 19 novembre 1767 à Dieppe, mort le 27 avril 1845 au château de Selorre à Saint-Yan (Saône-et-Loire), est un général français de la Révolution et de l’Empire.

## Biographie
Il entre le 7 septembre 1784, dans Viennois-Infanterie (22e régiment) en qualité de soldat.
Ayant acheté son congé le 1er avril 1788, il passe le 2 du même mois comme sous-officier dans la compagnie d'artillerie garde-côtes, que le duc d'Harcourt, gouverneur de la Normandie, a organisée pour la défense du pays de Caux. Il quitte ce corps et se fait admettre le 15 janvier 1792, dans le bataillon de volontaires de la Seine-Inférieure, où il est élu le lendemain lieutenant de grenadiers.
Il abandonne ce corps le 16 novembre suivant, et passe le même jour, avec le grade de sous-lieutenant, dans une légion franche incorporée quelque temps après dans le 12e chasseurs à cheval (ci-devant Champagne). Il fait à l'armée du Nord les campagnes de 1792, 1793, des ans II et III, sous Beurnonville, Luckner, Dumouriez et Pichegru.
Dans cet intervalle il obtient le 1er mai 1793, le grade de capitaine au 9e hussards pour le courage qu'il a déployé le 6 mars précédent dans un combat livré sous les murs de Liège par la division Dampierre. Il a été blessé à cette affaire en ralliant l'avant-garde un moment débandée, et en reprenant à l'ennemi deux pièces de canon. C'est également à sa conduite au siège de Courtra qu'il doit, le 11 nivôse an III, d'être nommé chef de brigade du 6e régiment de hussards. Il a chassé l'arrière-garde ennemie, enlevé seul une pièce de canon et fait prisonnier l'officier et 15 soldats qui la défendaient. Quelques jours après, en passant la Lys à la nage sous le feu de l'ennemi, il a été blessé de nouveau.
Envoyé en l'an IV à l'armée de l'Ouest, Delaroche continue de donner des preuves d'une rare intrépidité. Entre autres faits, nous citerons celui-ci : apprenant qu'un maréchal-des-logis de son régiment, nommé Fondigny, était tombé au pouvoir des insurgés, il se met seul à leur poursuite et les atteint au moment où ils s'apprêtent à écorcher vif leur prisonnier, et l'arrache de leurs mains malgré la plus vive résistance. Hoche veut honorer ce trait d'audace et de dévouement en proposant Delaroche pour le grade de général de brigade, mais celui-ci, aussi modeste que brave, préfère rester à la tête de son régiment avec lequel il fait la campagne de l'an VI à l'armée de Sambre-et-Meuse.
Il se distingue le 16 germinal an VII, à l'armée d'Italie en avant de Vérone, par une charge des plus brillantes qui débarrasse un bataillon enveloppé par deux régiments de grosse cavalerie.
Promu général de brigade le 22 messidor de la même année, ses blessures le forcent au commencement de l'an IX à quitter le service actif. Le premier Consul l'envoie dans le département de l'Eure que désolent alors des bandes de brigands, qui affectent de donner à leurs déprédations une couleur politique en dévalisant les caisses publiques et les diligences. Delaroche, par d'énergiques mesures, parvient promptement à mettre un terme à ces déplorables excès.
Fait chevalier et commandeur de la Légion d'honneur les 19 frimaire et 25 prairial an XII, il sert en 1806, à l'armée du Nord, commande pendant la campagne de Pologne (1807) une brigade de cavalerie légère, et est employé à son retour en France dans la 7e division militaire à Grenoble. Élevé au grade de général de division le 2 février 1808, puis créé baron de l'Empire par décret du 9 mars 1808 et lettres patentes du 9 décembre 1809, le ministre de la guerre place sous ses ordres le 27 octobre suivant, le dépôt de cavalerie de Bayonne.
En 1809, appelé en Allemagne, tandis que l'armée occupait Vienne, sa division a pour mission de protéger contre les dévastations des partisans autrichiens et tyroliens du général Kienmayer une ligne s'étendant de Ratisbonne à Bayreuth. Dans cette circonstance il préserve Nuremberg du pillage, en chassant de cette ville une colonne de ces troupes indisciplinées.
Le 9 novembre de la même année, il reprend son commandement dans la 7e division militaire, qu'il occupe jusqu'au 8 avril 1814, époque à laquelle le maréchal Augereau lui confie celui de la 19e (Lyon).
Nommé chevalier de Saint-Louis le 19 juillet de la même année, et grand officier de la Légion d'honneur le 14 février 1815, il est admis à la retraite le 6 octobre suivant.

## Iconographie
- Peint par Johann Julius Heinsius (1740-1812).

## Distinctions honorifiques
- Ordre national de la Légion d'honneur
  - Chevalier de la Légion d'honneur le 11 décembre 1803[1]
  - Commandant de la Légion d'honneur le 14 juin 1804[1]
  - Grand officier de la Légion d'honneur le 14 février 1815[1]
- Ordre royal et militaire de Saint-Louis
  - Chevalier de Saint-Louis le 19 juillet 1814

## Armoiries
| Figure | Blasonnement |
|        | Armes du baron Delaroche et de l'Empire (décret du 19 mars 1808, lettres patentes du 9 décembre 1809 (Paris)) Coupé, le premier parti d'argent, au sabre en pal la pointe haute de gueules, chargé d'une fasce d'azur à trois étoiles du champ ; et de gueules aussi des barons tirés de l'armée, au deuxième d'azur au casque de fasce, grillé d'or, doublé de gueules, accompagné de deux étoiles du même. Livrées : bleu, rouge, blanc, jaune. |